# Băieți buni (film din 1990)
Băieți buni (în engleză Goodfellas) este un film american despre mafie din 1990, regizat de Martin Scorsese. El este o adaptare cinematografică a cărții Wiseguy (1986) de Nicholas Pileggi, care a fost și coautor al scenariului, alături de Scorsese. Filmul este povestea adevărată a lui Henry Hill și a prietenilor săi din familia Lucchese în perioada 1955-1980.
Scorsese a intenționat inițial să regizeze Goodfellas înainte de The Last Temptation of Christ, dar atunci când s-au strâns fondurile pentru a face Last Temptation, el a amânat ceea ce era cunoscut atunci sub numele de Wise Guy. Titlul cărții lui Pileggi fusese deja folosit pentru un serial TV și pentru comedia Wise Guys (1986) a lui Brian De Palma așa că Pileggi și Scorsese au schimbat numele filmului lor în Goodfellas. Pentru a se pregăti pentru rolurile lor din film, Robert De Niro, Joe Pesci și Ray Liotta au vorbit adesea cu Pileggi, care le-a împărtășit acestora materialele de cercetare rămase de la scrierea cărții. Potrivit lui Pesci, Scorsese le-a permis actorilor să improvizeze. Regizorul a transcris discuțiile din ședințele de producție, păstrând replicile care i-au plăcut cel mai mult și modificând scenariul în timpul filmărilor.
El a primit, de asemenea, recenzii pozitive în majoritate covârșitoare din partea criticilor. Filmul a fost nominalizat pentru șase premii Oscar, inclusiv cel mai bun film și cel mai bun regizor, și a câștigat unul pentru Pesci la categoria cel mai bun actor într-un rol secundar. Filmul lui Scorsese a câștigat cinci premii BAFTA, inclusiv cel mai bun film și cel mai bun regizor. Filmul a fost numit Cel mai bun film al anului de către diferite grupuri de critici de film. Goodfellas este adesea considerat ca unul dintre cele mai mari filme făcute vreodată, atât în genul filmelor cu mafioți, cât și în general, și a fost considerat "semnificativ din punct de vedere cultural" și selectat pentru păstrarea în Registrul Național de Film al Statelor Unite ale Americii de către Biblioteca Congresului. După acest film, Scorsese a realizat alte două filme despre crima organizată: Casino (1995) și Cârtița (2006).

## Rezumat
Henry Hill (Liotta) admite, "din câte îmi amintesc, mi-am dorit întotdeauna să fie un gangster", referindu-se la idolatrizarea de către el a gangsterilor din familia Lucchese, din cartierul East New York, Brooklyn în 1955. Dorind să facă parte din ceva important, Henry renunță la școală și se duce să lucreze pentru ei. Tatăl său irlandezo-american încearcă să-l oprească pe Henry, după ce a aflat de absențele sale școlare, dar gangsterii amenință poștașul local că va avea de suferit dacă va mai livra scrisori de la școală la casa lui Henry. Henry îi duce propria viață și învață cele mai importante două lecții din viață: "Să nu-ți torni niciodată prietenii și să-ți ții întotdeauna gura închisă", sfatul fiindu-i dat după ce a fost scos de sub acuzare la începutul carierei sale infracționale.
Henry este luat sub aripa capului mafiei locale, Paul "Paulie" Cicero (Sorvino) și a asociaților săi, Jimmy "The Gent" Conway (De Niro), căruia îi place să atace camioane, și Tommy DeVito (Pesci), un jefuitor armat agresiv, cu un temperament violent. La sfârșitul anului 1967 ei comit Jaful de la Air France, marcând debutul lui Henry în afacerile mari. Bucurându-se de avantajele vieții lor de infractori, ei își petrec cea mai mare parte a nopților lor la Copacabana, cu nenumărate femei. Henry se întâlnește și mai târziu se căsătorește cu Karen (Bracco), o fată evreică. Karen este inițial tulburată de activitățile criminale ale lui Henry, dar în curând este sedusă de stilul său de viață plin de farmec. Atunci când un vecin o agresează pentru că i-a respins avansurile, Henry îl lovește cu pistolul în fața ei. Ea se simte excitată de acest act, în special când Henry îi dă pistolul și-i spune să-l ascundă.
Pe 11 iunie 1970, Tommy (cu ajutorul lui Jimmy) îl bate cu brutalitate pe Billy Batts (Vincent), un mafiot din familia Gambino, pentru că l-a insultat că a fost lustragiu în copilărie. Cu toate acestea, Batts făcea parte din Mafie, așa că el nu putea fi ucis fără acordul șefilor familiei Gambino. Dându-și seama că aceasta era o ofensă care ar putea duce la uciderea tuturor, Jimmy, Henry și Tommy trebuie să acopere crima. Ei transporta corpul în portbagajul mașinii lui Henry și-l îngroapă pe un teren viran. Șase luni mai târziu, Jimmy află că terenul unde înmormântaseră mafiotul a fost cumpărat de un exploatator imobiliar, forțându-i să exhume cadavrul în descompunere și să-l mute altundeva.
Henry începe să aibă o amantă pe nume Janice Rossi (Mastrogiacomo), punându-i la dispoziție un apartament. Când Karen află, ea merge la blocul unde locuiește Janice, dar aceasta nu îi deschide. Ea se confruntă atunci cu Henry, pe care-l amenință cu revolverul, și amenință că-i va ucide pe amândoi. Karen nu are curajul să-l ucidă și înfuriatul Henry o amenință pe Karen cu pistolul și îi spune că are probleme mai mari, el riscând să fie ucis pe străzi de mafioți. Henry merge să locuiască în apartament cu Janice. Paulie îl face curând să se întoarcă la Karen, după ce-i face un serviciu; Henry și Jimmy sunt trimiși pentru a recupera o sumă de bani de la un parior îndatorat din Florida, obținând banii de la acesta după ce-l bat. Fiindcă sora pariorului era dactilografă la FBI, mai mulți membri ai clanului mafiot sunt arestați.
În închisoare, Henry vinde droguri pentru a-și sprijini familia. La scurtă vreme după eliberarea sa în 1978, echipa comite jaful de la Lufthansa de pe Aeroportul Internațional John F. Kennedy. În ciuda avertismentului lui Paulie să renunțe la traficul de droguri, Henry își continuă afacerile, convingându-i pe Tommy și Jimmy să i se alăture. Jimmy îi ucide pe majoritatea participanților la jaful de la Lufthansa după ce au ignorat ordinul lui de a nu cumpăra imediat lucruri scumpe cu partea lor de bani furați. Apoi, Tommy este ucis pentru uciderea lui Billy Batts, fiind păcălit să creadă că urmează să devină membru al Mafiei.
Prin 1980, Henry este ruinat de consumul de cocaină și de insomnie, el încercând să organizeze o afacere cu droguri, cu asociații săi de la Pittsburgh. Cu toate acestea, el este prins de către agenții de la Narcotice și trimis la închisoare. La eliberarea sa, Karen îi spune că ea a aruncat cocaină în valoare de 60.000 $ în toaletă pentru ca aceasta să nu fie găsită de agenții FBI în timpul raidului lor, lăsând familia lui Henry practic fără nici un ban. Temându-se că îi va trăda pentru a scăpa de acuzația de trafic de droguri, Paulie îi dă lui Henry 3.200 dolari și încheie asocierea cu el. Henry decide să se înscrie în Programul de protecție a martorilor, după ce-și dă seama că Jimmy intenționează să-l omoare. Forțat să renunțe la viața de gangster, el trebuie să facă față traiului în lumea reală.
Textele derulate pe ecran la final explică faptul că Henry a fost ulterior arestat pentru tradic de droguri în Seattle, Washington, dar a fost scos de sub acuzare începând din 1987. Paul Cicero a murit în închisoare federală din Fort Worth în urma unei boli respiratorii în 1988, la vârsta de 73 ani. Jimmy executa în 1990 o pedeapsă de 20 de ani într-o închisoare din statul New York.

## Distribuție
| Actor               | Rol                   | Bazat pe                        |
| ------------------- | --------------------- | ------------------------------- |
| Robert De Niro      | Jimmy Conway          | Jimmy Burke                     |
| Joe Pesci           | Tommy DeVito          | Tommy DeSimone                  |
| Ray Liotta          | Henry Hill            | Henry Hill                      |
| Lorraine Bracco     | Karen Hill            | Karen Hill                      |
| Paul Sorvino        | Paul Cicero           | Paul Vario                      |
| Chuck Low           | Morrie Kessler        | Martin Krugman                  |
| Frank DiLeo         | Vito "Tuddy" Cicero   | Teodoro "Tuddy" Vario           |
| Frank Sivero        | Frankie Carbone       | Angelo Sepe                     |
| Johnny Williams     | Johnny Roastbeef      | Louis Cafora                    |
| Mike Starr          | Frenchy               | Robert McMahon                  |
| Frank Vincent       | Billy Batts           | William "Billy Batts" Devino    |
| Samuel L. Jackson   | "Stacks Edwards"      | Parnell Steven "Stacks" Edwards |
| Frank Adonis        | Anthony Stabile       | Anthony Stabile                 |
| Catherine Scorsese  | mama lui Tommy DeVito | bunica lui Thomas DeSimone      |
| Gina Mastrogiacomo  | Janice Rossi          | Linda                           |
| Debi Mazar          | Sandy                 | Megan Cooperman                 |
| Margo Winkler       | Belle Kessler         | Fran Krugman                    |
| Welker White        | Lois Byrd             | Judy Wicks                      |
| Julie Garfield      | Mickey Conway         | Mickey Burke                    |
| Detectivul Ed Deacy | el-însuși             | el-însuși                       |
| Christopher Serrone | tânărul Henry Hill    | tânărul Henry Hill              |
| Charles Scorsese    | Vinnie                | Thomas Agro                     |
| Michael Imperioli   | "Păianjenul"          | Michael "Păianjenul" Gianco     |
| Tony Darrow         | Sonny Bunz            | Angelo McConnach                |
| Elizabeth Whitcraft | prietena lui Tommy    | Theresa Ferrara                 |
| Welker White        | Lois                  |                                 |

## Premii și recunoaștere

### Distribuție
Băieți buni a avut premiera la Festivalul de Film de la Veneția din 1990 unde Scorsese a primit received the Leul de Argint pentru cel mai bun regizor. Premiera în America de Nord a avut loc la 21 septembrie 1990 în 1.070 de cinematografe aducând încasări în primul week-end de 6,3 milioane $. El a avut încasări pe piața internă de 46,8 milioane $, cu mult peste bugetul de 25 milioane $.

### Reviews
Filmul a avut parte de recenzii pozitive și are un rating actual de 97% pe Rotten Tomatoes și un metascor de 89 pe situl Metacritic. 

### Premii
| Award                                         | Category                                          | Nominee                             | Result       |
| --------------------------------------------- | ------------------------------------------------- | ----------------------------------- | ------------ |
| Premiile Oscar                                | cel mai bun film                                  | Martin Scorsese și Irwin Winkler    | Nominalizare |
| Premiile Oscar                                | cel mai bun regizor                               | Martin Scorsese                     | Nominalizare |
| Premiile Oscar                                | cel mai bun montaj                                | Thelma Schoonmaker                  | Nominalizare |
| Premiile Oscar                                | cel mai bun scenariu adaptat                      | Martin Scorsese, Nicholas Pileggi   | Nominalizare |
| Premiile Oscar                                | cel mai bun actor în rol secundar                 | Joe Pesci                           | Câștigat     |
| Premiile Oscar                                | cea mai bună actriță în rol secundar              | Lorraine Bracco                     | Nominalizare |
| Premiile Globul de Aur                        | cel mai bun film (dramă)                          | Martin Scorsese și Irwin Winkler    | Nominalizare |
| Premiile Globul de Aur                        | cel mai bun regizor                               | Martin Scorsese                     | Nominalizare |
| Premiile Globul de Aur                        | cel mai bun actor în rol secundar                 | Joe Pesci                           | Nominalizare |
| Premiile Globul de Aur                        | cea mai bună actriță în rol secundar              | Lorraine Bracco                     | Nominalizare |
| Premiile Globul de Aur                        | cel mai bun scenariu                              | Martin Scorsese și Nicholas Pileggi | Nominalizare |
| Premiile BAFTA                                | cel mai bun film                                  | Martin Scorsese și Irwin Winkler    | Câștigat     |
| Premiile BAFTA                                | cel mai bun regizor                               | Martin Scorsese                     | Câștigat     |
| Premiile BAFTA                                | cel mai bun scenariu adaptat                      | Martin Scorsese și Nicholas Pileggi | Câștigat     |
| Premiile BAFTA                                | cel mai bun actor în rol principal                | Robert De Niro                      | Nominalizare |
| Premiile BAFTA                                | cel mai bun montaj                                | Thelma Schoonmaker                  | Câștigat     |
| Premiile BAFTA                                | cea mai bună imagine                              | Michael Ballhaus                    | Nominalizare |
| Premiile BAFTA                                | cele mai bune costume                             | Richard Bruno                       | Câștigat     |
| Premiile New York Film Critics Circle         | cel mai bun film                                  | Martin Scorsese și Irwin Winkler    | Câștigat     |
| Premiile New York Film Critics Circle         | cel mai bun regizor                               | Martin Scorsese                     | Câștigat     |
| Premiile New York Film Critics Circle         | cel mai bun actor                                 | Robert De Niro                      | Câștigat     |
| Premiile Los Angeles Film Critics Association | cel mai bun film                                  | Martin Scorsese și Irwin Winkler    | Câștigat     |
| Premiile Los Angeles Film Critics Association | cel mai bun regizor                               | Martin Scorsese                     | Câștigat     |
| Premiile Los Angeles Film Critics Association | cel mai bun actor în rol secundar                 | Joe Pesci                           | Câștigat     |
| Premiile Los Angeles Film Critics Association | cea mai bună actriță în rol secundar              | Lorraine Bracco                     | Câștigat     |
| Premiile Los Angeles Film Critics Association | cea mai bună imagine                              | Michael Ballhaus                    | Câștigat     |
| Premiile National Board of Review             | cel mai bun actor în rol secundar                 | Joe Pesci                           | Câștigat     |
| Premiile Boston Society of Film Critics       | cel mai bun film                                  | Martin Scorsese și Irwin Winkler    | Câștigat     |
| Premiile Boston Society of Film Critics       | cel mai bun regizor                               | Martin Scorsese                     | Câștigat     |
| Premiile Boston Society of Film Critics       | cel mai bun actor în rol secundar                 | Joe Pesci                           | Câștigat     |
| Premiile Chicago Film Critics Association     | cel mai bun film                                  | Martin Scorsese și Irwin Winkler    | Câștigat     |
| Premiile Chicago Film Critics Association     | cel mai bun regizor                               | Martin Scorsese                     | Câștigat     |
| Premiile Chicago Film Critics Association     | cel mai bun actor în rol secundar                 | Joe Pesci                           | Câștigat     |
| Premiile Chicago Film Critics Association     | cea mai bună actriță în rol secundar              | Lorraine Bracco                     | Câștigat     |
| Premiile Chicago Film Critics Association     | cel mai bun scenariu                              | Martin Scorsese și Nicholas Pileggi | Câștigat     |
| Premiile Kansas City Film Critics Circle      | cel mai bun film                                  | Martin Scorsese și Irwin Winkler    | Câștigat     |
| Premiile Kansas City Film Critics Circle      | cel mai bun regizor                               | Martin Scorsese                     | Câștigat     |
| Premiile Kansas City Film Critics Circle      | cel mai bun actor în rol secundar                 | Joe Pesci                           | Câștigat     |
| Premiile National Society of Film Critics     | cel mai bun film                                  | Martin Scorsese și Irwin Winkler    | Câștigat     |
| Premiile National Society of Film Critics     | cel mai bun regizor                               | Martin Scorsese                     | Câștigat     |
| Ursul de Argint                               | Ursul de Argint pentru cel mai bun regizor        | Martin Scorsese                     | Câștigat     |
|                                               | Premiul Bodil pentru cel mai bun film ne-european | Martin Scorsese și Irwin Winkler    | Câștigat     |

### Recunoașteri
Listele American Film Institute
- AFI's 100 Years... 100 Movies - #94
- AFI's 100 Years... 100 Heroes and Villains:
  - Tommy DeVito - Nominalizat ca Villain
- AFI's 100 Years... 100 Movie Quotes:
  - "Funny like I'm a clown? I amuse you?" - Nominalizat
- AFI's 100 Years... 100 Movies (10th Anniversary Edition) - #92
- AFI's 10 Top 10 - #2 Gangster film

## Coloana sonoră
Coloana sonoră a filmului, sub denumirea de Goodfellas Music from the Motion Picture, a fost lansată pe 9 octombrie 1990 de casa de discuri Atlantic și are o durată de 37 de minute și 23 de secunde.

### Listă de melodii
1. "Rags to Riches" - Tony Bennett
2. "Sincerely" - The Moonglows
3. "Speedo" - The Cadillacs
4. "Stardust" -Billy Ward and His Dominoes
5. "Look in My Eyes" - The Chantels
6. "Life Is But a Dream" - The Harptones
7. "Remember (Walkin' in the Sand)" - Shangri-Las
8. "Baby I Love You" - Aretha Franklin
9. "Beyond the Sea" - Bobby Darin
10. "Sunshine of Your Love" - Cream
11. "Mannish Boy" - Muddy Waters
12. "Layla (Piano Exit)" - Derek and the Dominos

### Alte cântece
- "Rags to Riches" de Tony Bennett
- "Can't We Be Sweethearts" de The Cleftones
- "Hearts of Stone" de Otis Williams and The Charms
- "Sincerely" de The Moonglows
- "Firenze Sogna" de Giuseppe Di Stefano
- "Speedo" de The Cadillacs
- "Parlami d'amore Mariu" de Giuseppe Di Stefano
- "Stardust" de Billy Ward and His Dominoes
- "This World We Live in" de Mina
- "Playboy" de The Marvelettes
- "I Will Follow Him" de Betty Curtis
- "Then He Kissed Me" de The Crystals
- "Look in My Eyes" de The Chantels
- "Roses Are Red" de Bobby Vinton
- "Life Is But a Dream" de The Harptones
- "Leader of the Pack" de The Shangri-Las
- "Toot, Toot, Tootsie Goodbye" de Al Jolson
- "Ain't That a Kick in the Head" de Dean Martin
- "He's Sure the Boy I Love" de the Crystals
- "Atlantis" de Donovan
- "Pretend You Don't See Her" de Jerry Vale
- "Remember (Walkin' in the Sand)" de the Shangri-Las
- "Baby I Love You" de Aretha Franklin
- "Beyond the Sea" de Bobby Darin
- "The Boulevard of Broken Dreams" de Tony Bennett
- "Gimme Shelter" de The Rolling Stones
- "Wives and Lovers" de Jack Jones
- "Monkey Man" de The Rolling Stones
- "Frosty the Snow Man" de The Ronettes
- "Christmas" de Darlene Love
- "Bells of St. Marys" de The Drifters
- "Unchained Melody" de Vito and The Salutations
- "Sunshine of Your Love" de Cream
- "Layla (Piano Exit)" de Derek and The Dominos
- "Jump into the Fire" de Harry Nilsson
- "Memo from Turner" de The Rolling Stones
- "Magic Bus" de The Who
- "Jump into the Fire" de Harry Nilsson
- "Monkey Man" de The Rolling Stones
- "What Is Life" de George Harrison
- "Mannish Boy" dey Muddy Waters
- "My Way" de Sid Vicious
- "Layla (Piano Exit)" de Eric Clapton și Derek and The Dominos

## Legături externe
- Băieți buni la Internet Movie Database